# Majestic Records
Majestic Records war ein  US-amerikanisches Plattenlabel der 1940er Jahre in den Bereichen der Country-Musik, Rockabilly, populären Musik, des Jazz und des Rhythm and Blues.
Majestic Records hatte mit Schellackplatten von Jazz- und Tanzbands in den 1940er Jahren großen Erfolg, geriet aber 1948 in finanzielle Schwierigkeiten und musste seine geschäftlichen Aktivitäten einstellen. Geschäftsführer des Labels war Jimmy Walker.  Der Katalog des Labels umfasste Aufnahmen der populären Musik von Jimmy Durante und Eddie Jackson, Louis Prima, Slim Bryant, Eddy Howard, Eric Madriguera, The Four Shades of Rhythm, The Four Suns, George Olsen, George Paxton, Ray McKinley, The Jones Brothers, Jerry Wald, Ella Logan, Jan Peerce, Jane Froman, Foy Willing and the Riders of the Purple Sage, The Merry Macs und Bob Johnston. Auf Majestic erschienen auch Jazz- und Rhythm-and-Blues-Schallplatten von Bud Freeman, Johnny Guarnieri, Jimmy Lunceford, Thelma Carpenter („Harlem on My Mind“), Mildred Bailey, Slim Gaillard („Flat Foot Floogie“ 1945, mit Charlie Parker) und Cootie Williams („I Can’t Get Started“).